# Solenogyne bellioides
Solenogyne bellioides là một loài thực vật có hoa trong họ Cúc. Loài này được Cass. miêu tả khoa học đầu tiên năm 1828.